# (63163) Jerusalem
(63163) Jerusalem est un astéroïde de la ceinture principale.

## Description
(63163) Jerusalem est un astéroïde de la ceinture principale. Il fut découvert le 23 décembre 2000 à l'observatoire Kleť par Michal Kočer. Il présente une orbite caractérisée par un demi-grand axe de 2,29 UA, une excentricité de 0,21 et une inclinaison de 25,2° par rapport à l'écliptique.

## Compléments